# 1908년 하계 올림픽 메달 집계
1908년 하계 올림픽 메달 집계는 1908년 하계 올림픽에서 획득한 메달 순으로 매긴 각국의 국가 올림픽 위원회들의 목록이다.

## 메달 집계
다음은 국제 올림픽 위원회에서 제공하는 정보를 토대로 한 표로, 금메달 · 은메달 · 동메달의 수 순서로 랭킹을 매긴다. 금은동의 수가 모두 동률일 경우, 같은 순위가 되고 IOC 국가 부호의 알파벳 순으로 목록에 표시한다.
주최국인 영국은 연보라색으로 표시되어 있다.
  주최국 (영국)
| 순위 | 국가           | 금메달 | 은메달 | 동메달 | 합계 |
| ---- | -------------- | ------ | ------ | ------ | ---- |
| 1    | 영국           | 56     | 51     | 38     | 145  |
| 2    | 미국           | 23     | 12     | 12     | 47   |
| 3    | 스웨덴         | 8      | 6      | 11     | 25   |
| 4    | 프랑스         | 5      | 5      | 9      | 19   |
| 5    | 독일           | 3      | 5      | 6      | 14   |
| 6    | 헝가리         | 3      | 4      | 2      | 9    |
| 7    | 캐나다         | 3      | 3      | 10     | 16   |
| 8    | 노르웨이       | 2      | 3      | 3      | 8    |
| 9    | 이탈리아       | 2      | 2      | 0      | 4    |
| 10   | 벨기에         | 1      | 5      | 2      | 8    |
| 11   | 오스트랄라시아 | 1      | 2      | 2      | 5    |
| 12   | 러시아         | 1      | 2      | 0      | 3    |
| 13   | 핀란드         | 1      | 1      | 3      | 5    |
| 14   | 남아프리카     | 1      | 1      | 0      | 2    |
| 15   | 그리스         | 0      | 3      | 0      | 3    |
| 16   | 덴마크         | 0      | 2      | 3      | 5    |
| 17   | 보헤미아       | 0      | 0      | 2      | 2    |
| 17   | 네덜란드       | 0      | 0      | 2      | 2    |
| 19   | 오스트리아     | 0      | 0      | 1      | 1    |
| 합계 | 합계           | 110    | 107    | 106    | 323  |